# Dieter Fuder
Dieter Fuder (* 13. Juni 1947; † 19. Juni 2011) war ein deutscher Germanist und Philosoph, Hochschullehrer für Designtheorie und Medienwissenschaft.

## Biografie
Dieter Fuder studierte Philosophie und Germanistik in Marburg, Heidelberg und Düsseldorf; 1973 erhielt er den Magister Artium; 1976 folgte seine Promotion zum Thema »Analogiedenken und Anthropologische Differenz. Zu Form und Funktion der poetischen Logik in Robert Musils Roman ›Der Mann ohne Eigenschaften‹«. Es folgten Vorträge und Veröffentlichungen zur postmodernen Architektur, zur Medienästhetik von Einzelmedien, vorrangig der Plakatgeschichte, zu Fragen der inter- und transdisziplinären Medienästhetik und Medienphilosophie, insbesondere zu Jean Baudrillards Medien- und Gesellschaftstheorie.
Fuder lehrte als Professor für Designtheorie, Designgeschichte, Designsemiotik, Medienwissenschaft und Philosophie von 1979 bis zu seinem Tod 2011 an der Hochschule Düsseldorf, vormals Fachhochschule Düsseldorf, im Fachbereich Design.

## Monographie
Nach seinem Tod beschäftigte sich ein Seminar am Fachbereich Design der Fachhochschule Düsseldorf, unter der Leitung von Irmgard Sonnen, mit einer Aufarbeitung der Forschung und Lehre von Dieter Fuder. 2013 erschien daraus die Publikation: Dieter Fuder. Der Funke der Semantik. Designtheorie als Erkenntnismethodik, herausgegeben von Irmgard Sonnen.

## Bibliographie
- Ordnung ist das halbe Leben, Sprache das ganze, in: werkundzeit, Heft 4/1978, S. 25–27.
- Zur Dialektik von ästhetischer und technologischer Rationalität, in: Hochschule für Gestaltung Offenbach (Hrsg.) Kolloquium 4: Ästhetik und Technologie, Offenbach am Main 1978, S. 144–153.
- Analogiedenken und anthropologische Differenz. Zu Form und Funktion der poetischen Logik in Robert Musils Roman »Der Mann ohne Eigenschaften«, München 1979.
- Wer hat Angst vor Designtheorie? in: Oetz Nr. 0, Zeitschrift im Fachbereich Design der Fachhochschule Düsseldorf 1979, S. 23–25.
- rate mir meinen namen, in: Oetz Nr. 2, Zeitschrift im Fachbereich Design der Fachhochschule Düsseldorf, Juli 1980, S. 29–31.
- OETZ´spätlese, in: Oetz Nr. 2, Zeitschrift im Fachbereich Design der Fachhochschule Düsseldorf, Juli 1980, S. 31.
- Zur unvollkommenen Paradigmengeschichte des Naturbegriffs – Die Natur auf der Schaukel, in: ad 7, Düsseldorf 1980, S. 19–24.
- Die Wahrheit der ästhetischen Wirklichkeit und die Wirklichkeit der ästhetischen Wahrheit, in: Fachhochschule Düsseldorf (Hrsg.) Transfer 1: Grundwerte-Wirklichkeit-Wahrheit, Düsseldorf 1981, S. 125–169.
- ICH. Ein Nachwort, in: Helmut Schmidt-Rhen. die ichzettel 1963–1982, Düsseldorf 1982, o.P.
- Signale mit Schuss, in: Fachhochschule Düsseldorf (Hrsg.) Michael Engelmann. Plakate von 1951 bis 1966. Eine Retrospektive, Erlangen 1983, S. 10–18.
- Signalwirkungen. Michael Engelmanns Plakate in der Retrospektive, in: form. Zeitschrift für Gestaltung Heft 102 II-1983, S. 35–37.
- Type it Easy. Take it Typy. Zur Typo-Kitschkunst und zum Typo-Kunstkitsch, in: point. The European Type Magazine No. 2/84 S. 13–17.
- Das Zeichen als Ideologem. Aspekte postmoderner Architektur, in: ad 12, Düsseldorf 1985, S. 59–69.
- Kunst-Plakat-Kunst oder die Kunst und ihr Double, in: Fachhochschule Düsseldorf (Hrsg.) Kunst-Plakat-Kunst. Internationale Ausstellung für Museen und Galerien von Künstlern und Künstlern, Düsseldorf 1986, S. 5–10.
- Dies da. Zum Punctum. Plakat von Uwe Loesch, in: Fachhochschule Düsseldorf (Hrsg.) Uwe Loesch. Zeichenzitate. Plakate von 1968 bis 1986, Düsseldorf 1986, S. 18–25.
- Orte des geborgenen Abenteuers, in: Daidalos. Architektur Kunst Kultur Heft 21/1986, S. 96–106.
- Ein Bild vom Ganzen der Erfahrbarkeit, in: Fachhochschule Düsseldorf (Hrsg.) Hans-Georg Lenzen: Bilder, Skizzen und Fragmente, Düsseldorf 1987, o.P.
- Simulacren postmoderner Ästhetik – Die Rückseite des Lachens, in: Mikis Theodorakis – Der Phallus der Sonne verursacht den Wind, Neuss 1987, S. 20–23.
- Janus jetzt, in: Der Architekt, Heft 5/1987, S. 257–261.
- Labyrinthe der Fröhlichkeit. Zum Lachen postmoderner Architektur [zusammen mit Martina Dobbe], in: Der Architekt, Heft 9/1988, S. 494–497.
- Architektur im konstruktiven Dissens. Dekonstruktive Sprachspiele, in: ad 17, Düsseldorf 1989, S. 47–59.
- Expeditionen der Urteilskraft. Philosophische Aspekte der 80er Jahre, in: Christian W. Thomsen (Hrsg.) Aufbruch in die Neunziger, Köln 1991, S. 382–425.
- Fremdes. Zur Utopie abduktiver Gesinnung, in: ad 21, Düsseldorf 1993/1994, S. 59–69.
- Am Maßstab der Sprache, in: Der Architekt, Heft 4/1994, S. 193–197.
- Baudrillard lesen. Ein Vorwort [zusammen mit Ralf Bohn], in: Ralf Bohn/Dieter Fuder (Hrsg.) Baudrillard. Simulation und Verführung, München 1994, S. 7–14.
- Don-Juanismus der Erkenntnis oder von der Macht der Verführung, in: Ralf Bohn/Dieter Fuder (Hrsg.) Baudrillard. Simulation und Verführung, München 1994, S. 23–46.
- Die Angst vor dem Allerneuesten – Oder für eine Architektur der Ereignisse, in: ad 22, Düsseldorf 1995/1996, S. 95–102.
- Paralogische Korrespondenzen. Anmerkungen zu Jean Baudrillard und Rudolf Heinz, in: Kontiguitäten. Texte-Festival für Rudolf Heinz, Wien 1997, S. 107–117.
- Jean Baudrillard, in: Monika Betzler/Mara-Daria Cojocaru/Julian Nida-Rümelin (Hrsg.) Ästhetik und Kunstphilosophie. Von der Antike bis zur Gegenwart in Einzeldarstellungen, Stuttgart 1998, S. 65–72, 2. aktualisierte und ergänzte Auflage, Stuttgart 2012, S. 79–87.
- Denkbilder. Plakate von Fons Matthias Hickmann, in: Novum 5/1998, S. 60–65.
- Kommunikative und ästhetische Funktionen des Plakats in ihrer geschichtlichen Entwicklung, in: Joachim-Felix Leonhard u. a. (Hrsg.) Medienwissenschaft. Ein Handbuch zur Entwicklung der Medien und Kommunikationsformen, Berlin/New York 1999, S. 985–1001.
- Kommunikative und ästhetische Leistungen der Sprache im Plakat in ihrer geschichtlichen Entwicklung, in: Joachim-Felix Leonhard u. a. (Hrsg.) Medienwissenschaft. Ein Handbuch zur Entwicklung der Medien und Kommunikationsformen, Berlin/New York 1999, S. 1001–1011.
- Schnittstelle Schönheit, in: Magazin für Ästhetische Chirurgie, Heft 3/2002, S. 8–11.
- Mondgeschehen. Eine Rückseitenentfaltung, in: Niels Schrader, Hinterm Mond, Düsseldorf 2003, o.P.
- Die Kunst der Linie. Zum Werk von Leo Erb, in: Leo Erb. Ein Leben in Weiß, Bielefeld 2003, S. 21–26.
- Bilder des Gesichts, in: Helfried Hagenberg (Hrsg.) Gesicht. Ansichten über das Ungleiche aus ästhetischer Sicht, Köln 2005, S. 7–69.
- Dilettanten, Designtheologie, überfrachten, Brechung, in: Juli Gudehus, Das Lexikon der visuellen Kommunikation, Mainz, 2010, Dilettanten S. 254, Designtheologie S. 458, überfrachten S. 1600, Brechung S. 2030.
- Es gibt. Hier. Dort. Plakate von Heribert Birnbach, in: Alliance Graphique Internationale Deutsche Mitglieder 1954–2011, Berlin 2011.